# Brezje v Podbočju
Brezje v Podbočju je naselje v Občini Krško.